# Kosterbåt

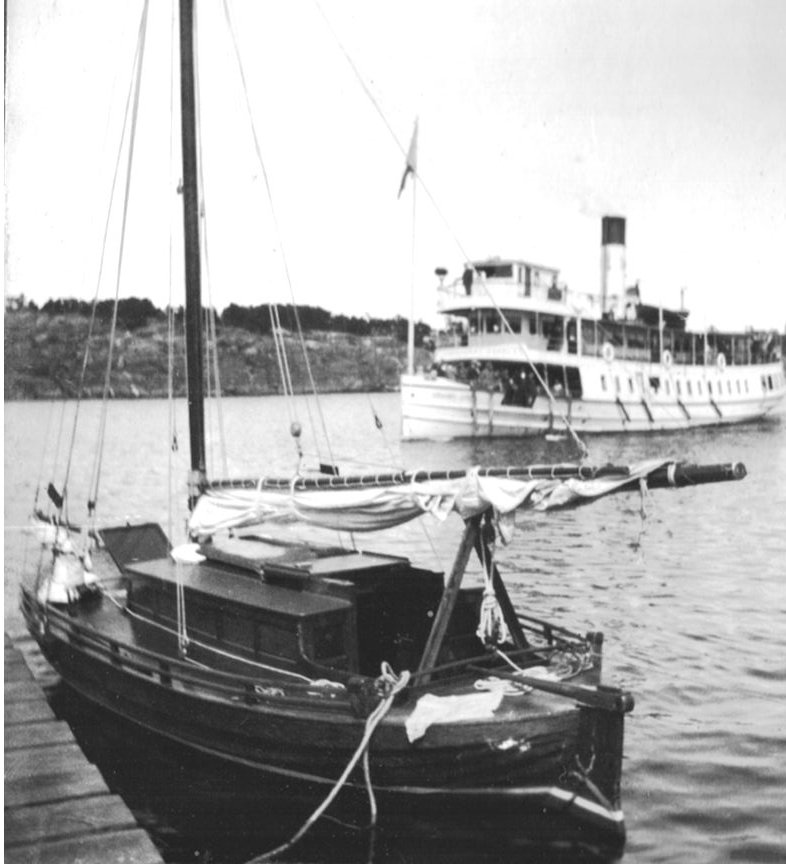
Gaffelriggad kosterbåt.

En koster eller kosterbåt, är en allmogebåt som har sitt historiska ursprung i snipan. I modern tid finns spetsgattade segelbåtar som har fått namn med koster.
Kosterbåten har sitt ursprung i de däckade drivgarnsbåtar som främst användes i mellersta och norra Bohuslän under 1800-talet. Begreppet kosterbåt myntades under slutet av 1800-talet, då båttypen började används som kappseglingsbåtar.

## Konstruktion
De ursprungliga fiskebåtarna höll omkring 10-12 meters längd, och var förhållandevis breda, runda och utlagda ovan vattenlinjen men hade samtidigt en djup och skarp undervattenskropp, vilket gjorde kosterbåtarna mycket välseglande och sjödugliga.
Skrovformen fick utfallande sidor så att den fick en slank undervattenskropp i lätt väder, medan den stora bredden i däcksnivå gav god stabilitet och slutstyvhet vid hård vind. Kostern som allmogebåt var klinkbyggd, det vill säga borden överlappade varandra och var försedd med gaffelsegel och bogspröt. Som fritidsbåt försågs kostern med Bermudasrigg och kallades då "moderniserad koster".
Laurinkoster är en variant som togs fram av båtkonstruktören Arvid Laurin. Den skiljer sig från den ursprungliga kosterformen genom att den har mindre bredd samt med valdäck, dvs övergången mellan sida och däck är rundad.

## Historia

### Kostersegelbåtar
Svenska Kosterbåtsförbundet bildades i 1930-talets början. År 1934 kom enhetliga regler för kostersegelbåtar. Kostersegelbåtar finns i följande klasser såsom K20, K22, K25, K32, K38, och K45. K står för kosterbåt, siffror anger hur många kvadratmeters segelyta respektive båt har. I klassen K20 till K45 finns båtar i klink respektive kravellbordläggning

### Kosterbåt K6
K6 är en entypsbåt vars första exemplar byggdes 1944 med en l.ö.a 6,25 meter dess bredd är 2,25 med en segelyta av 18 kvadratmeter samt byggd med bordläggning i klink. 
År 1966  utlyste Kosterbåtsförbundet en konstruktionstävling enligt Kosterbåtsregeln, K25, båtar med 25-kvadratmeters segelyta. Tävlingen vanns året därpå av Lars-Olof Norlin med konstruktion i glasfiberarmerad polyesterplast, Allegro 27. Därmed startade serietillverkning av kosterbåtar i glasfiberarmerad polyesterplast på allvar. 
Exempel på moderna kosterbåtar i stigande storleksordning är Havsfidra, Storfidra, L28, Allegro 27, Allegro 30, Vagabond 31, Laurin 32, OE 32 och Allegro 33.

## Kända båtbyggare
Den namnkunnigaste av alla båtbyggare i Bohuslän under mitten av 1800-talet var Tomas i Kile på Syd-Koster. Tomas och hans efterföljare systersonen Hans Henriksson och dennes son Karl Hansson också från Syd-Koster, var inte bara skickliga båtbyggare utan även duktiga smeder. Båtbyggaryrket gick ofta i arv i släkterna och Karl Hanssons son Karl Johan Hansson var även han en namnkunnig båtbyggare. Karl Hanssons svärfar, Sander Andersson från Tjärnö var en skicklig båtbyggare och mycket eftertraktad bordfyllare med jobb runt omkring i Bohuslän. En annan namnkunnig båtbyggare från Koster var Anders Persson i Brevik.
Carl Stjern på Galtö, sydost om Koster byggde båtar av kostertyp i norra Bohuslän årtiondena kring sekelskiftet 18-/1900-talen.
Andra kosterbåtsbyggare var Johan Harald Seldén från Buvenäs på Orust och Carl Andersson vid Nötesund på Orust. Johan Harald Seldén byggde mellan åren 1880 och runt 1916 ett 50-tal så kallade moderniserade kostrar, de första användes till kappseglingar, de senare byggdes som renodlade fritidsbåtar. Ett antal finns fortfarande (2010) kvar som exempelvis Nalle 1898, Storlabben 1892, Xantippa 1908